# Kersti Edde-Stenius
Kersti Margareta Edde-Stenius, född 16 december 1921 i Häverö församling i Stockholms län, död 6 juli 2019 i Täby, var en svensk textilkonstnär.
Hon var dotter till gruvingenjör Edvin Edde och Greta Edman samt från 1950 gift med notarien Ingvar Stenius.
Edde-Stenius studerade vid Tekniska skolan i Stockholm 1939–1941 och vid Textilinstitutet i Borås 1941–1943, där tilldelades hon ett stipendium från Svenska slöjdföreningen som gav henne möjlighet att studera vid Royal College of Art i London 1950.